# Hof de Méan
Het Hof de Méan is een kasteelhoeve te Bolder in de Belgische gemeente Riemst.

## Geschiedenis
De hoeve is vernoemd naar de Luikse familie De Méan, die sinds de 16e eeuw de heerlijkheid Meer en Bolder bestuurde. Tot 1872 verbleef de familie hier, dus ook na de opheffing van de heerlijkheid in 1796. De familie leverde, in de persoon van Franciscus Antonius de Méan de Beaurieux, nog de laatste prins-bisschop van Luik, alvorens het vorstendom, onder Franse bezetting, van zijn wereldlijke macht werd ontdaan. Franciscus de Méan was ook de laatste heer van Meer en Bolder.

## Gebouw
De gevels aan de straatzijde tonen achtereenvolgens een hoektoren, een dienstgebouw, een poortgebouw en een herenhuis. Zij tonen hier hun oorspronkelijk aanschijn, maar aan de erfzijde zijn de gevels aanzienlijk gewijzigd.
De kasteelhoeve werd gebouwd in 1619 in Maaslandse renaissancestijl. Kenmerkend voor het hoofdzakelijk bakstenen complex zijn de speklagen en hoekbanden van mergelsteen.
Het herenhuis werd tijdens het begin van de Tweede Wereldoorlog beschadigd, maar in 1943 in oorspronkelijke stijl hersteld. Het ernaast gelegen poortgebouw springt iets vooruit. De sluitsteen van de poort toont mogelijk het jaartal 1627. De gevelsteen met opschrift Hof de Méan is betrekkelijk jong, en het wapenschild stamt uit 1871.
De vierkante hoektoren wordt gedekt door een tentdak met daarbovenop een achthoekig torentje.
Het gebouw is geklasseerd als monument.